# Esiliiga 2008
Esiliiga 2008 foi a 18ª edição da Esiliiga (segunda divisão do futebol estoniano). O campeão foi FC Levadia Tallinn II.

## Classificação
1: O FC TVMK || foi automaticamente rebaixado na última posição por ter se licenciado.

## Promoção/Rebaixamento playoff
| 20 de novembro de 2008 | TJK Legion                 | 2 – 0  | Ajax Lasnamäe | Wismari Stadium                  |
|                        | Kisseljov 2' · Kutuzov 77' | Report |               | Público: 90 Árbitro: Mart Martin |

| 23 de novembro de 2008 | Ajax Lasnamäe | 1 – 1  | TJK Legion    | Sportland Arena                    |
|                        | Kirpu 3'      | Report | Kisseljov 67' | Público: 23 Árbitro: Martin Salong |

## Campeão
| Tri-campeão Esiliiga 2008      |
| ------------------------------ |
| Levadia Tallinn II (3º título) |